# The Sasquatch Gang
The Sasquatch Gang (también conocido como La Cuadrilla de Sasquatch) es una película de comedia estrenada en 2006, escrita y dirigida por Tim Skousen, el asistente del director de Napoleon Dynamite. La película fue filmada en Oregón en lugares como los bosques de las zonas rurales de Condado de Clackamas y una pista de tierra en la pista de carreras Bancos.
El rodaje de seis semanas se completó en el verano de 2005. La película se estrenó en enero de 2006 en el Festival de Cine de Slamdance, donde ganó el Premio del Público. También se demostró en la HBO EE. UU. Comedy Arts Festival en Aspen, recogiendo premios 2. Uno de Justin Long al mejor actor y Tim Skousen al mejor director. También se mostró en el Festival de Cine de Waterfront, New Zealand Film Festival, Festival de Cine de acera, y el Festival de Cine de Vail. La película se estrenó en el edición limitada en los Estados Unidos el 30 de noviembre de 2007.
La película fue clasificada PG-13 por el MPAA de " humor crudo y idioma".

## Sinopsis
El joven aficionado a la ciencia ficción y a la fantasía, Gavin Gore (Jeremy Sumpter), y sus amigos se topan con unas enormes huellas de pies en el bosque. Un policía local, los medios y una renombrada autoridad en Pie grande (Carl Weathers) investigan, mientras dos entrometidos vecinos de Gavin (Justin Long) y (Joey Kern) traman un plan para sacar partido de la situación. 

## Reparto
- Jeremy Sumpter como Gavin Gore.
- Justin Long como Zerk Wilder.
- Joey Kern como Shirts Jokum.
- Addie Land como Sophie Suchowski.
- Hubbel Palmer como  Hobie Plumber.
- Rob Pinkston como Maynard Keyes.
- Michael Mitchell como Shane Bagwell.
- Ray Santiago como Crone.
- Jeff D'Agostino como Dagan.
- Jon Gries como el sheriff Ed Chillcut.
- Carl Weathers como el Dr. Snodgrass Artimus
- Stephen Tobolowsky como Ernie Dalrymple.
- Jon Heder como láser tag árbitro.
- Jarrah Killingback como el Sasquatch.
- Terry Guttman como Young Sasquatch.